# Pantographa confusalis
Pantographa confusalis is een vlinder uit de familie van de grasmotten (Crambidae). De wetenschappelijke naam van deze soort is voor het eerst voorgesteld als Syllepte confusalis door Vitor Osmar Becker in een publicatie uit 2023.
De soort komt voor in Brazilië.